# Emmanuel Duah
Emmanuel Duah (né le 14 novembre 1976) est un joueur de football ghanéen. Il évoluait au poste d'attaquant.

## Biographie
Joueur de l'équipe du Ghana des moins de 17 ans, il remporte la Coupe du monde U-17 en 1991, marquant le but de la victoire.
Il remporte la médaille d'argent lors de la Coupe du monde U-20 1993 en Australie, marquant le but lors de la finale que le Ghana perd face à une équipe brésilienne forte qui comporte des joueurs comme Dida (futur gardien du Milan AC). Il participe également aux Jeux olympiques d'été de 1996 avec le Ghana.
Il fait partie de l'équipe du Ghana lors de la Coupe d'Afrique des nations 2002, qui se voit éliminée en quarts de finale après une défaite face au Nigeria, après avoir terminée deuxième du groupe B. 
En club, Emmanuel Duah se révèle être un grand baroudeur, puisqu'il joue dans de nombreux championnats : au Ghana, en Italie, en Belgique, en Turquie, en Espagne, au Portugal, et même au Liban et en Israël. Il reste cinq saisons dans le club portugais de l'União Leiria, jouant 106 matchs et marquant 29 buts en championnat avec cette équipe.